# Radicaal 144
Radicaal 144 is een van de 29 van de 214 Kangxi-radicalen dat bestaat uit zes strepen.
In het Kangxi-woordenboek zijn er 53 karakters die dit radicaal gebruiken.

## Karakters met het radicaal 144

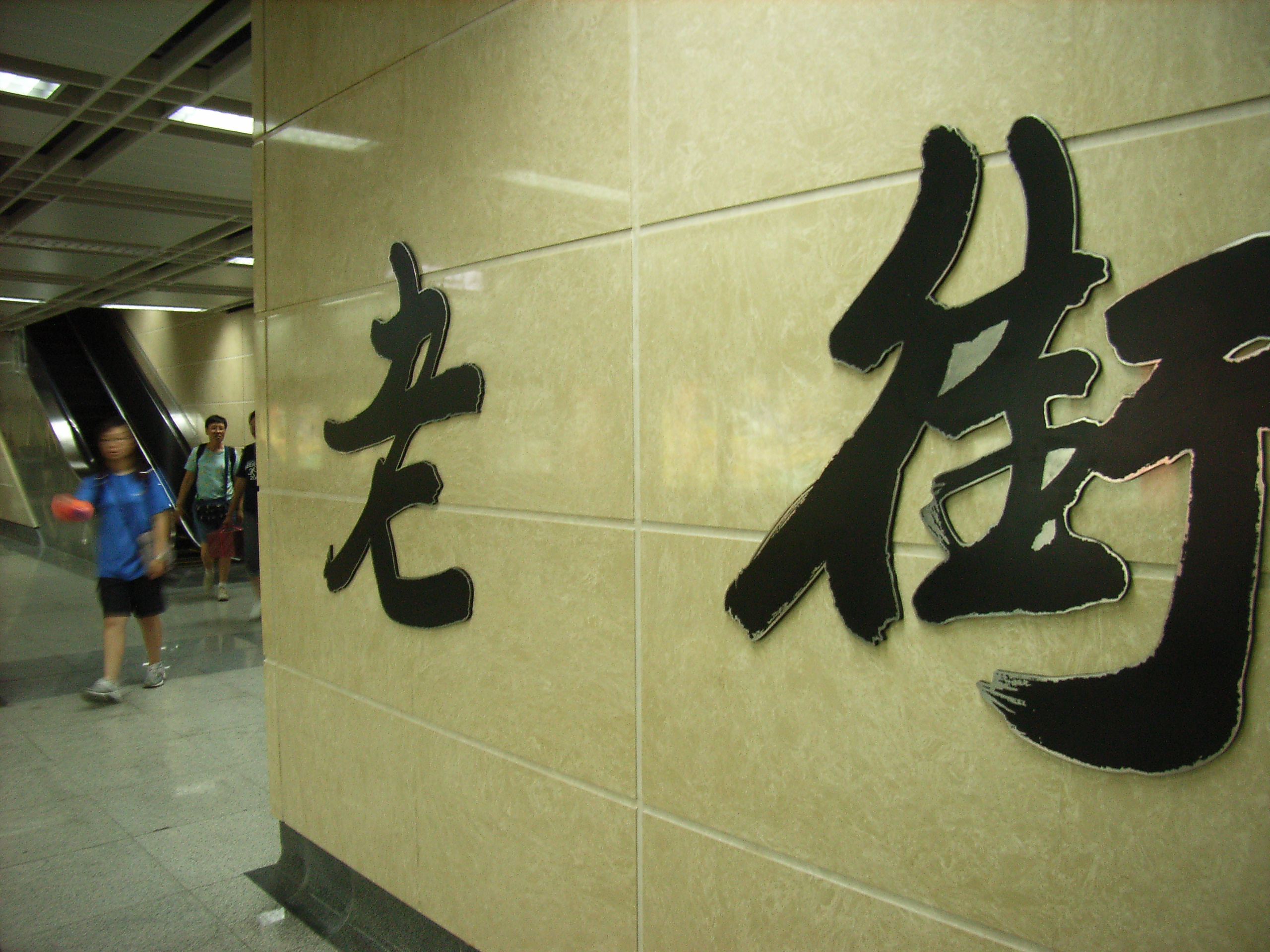
老 街 in de metro van Shenzhen.

| Strepen | Karakter       |
| ------- | -------------- |
| + 0     | 行             |
| + 3     | 衍 衎          |
| + 4     | 衏             |
| + 5     | 衐 衑 術 衔    |
| + 6     | 衕 衖 街 衘    |
| + 7     | 衙             |
| + 9     | 衚 衜 衝       |
| + 10    | 衛 衞 衟 衠 衡 |
| + 18    | 衢             |

Orakelbotkarakter
Bronskarakter
Groot zegelkarakter
Klein zegelkarakter